# Lucie Cytryn-Bialer
Lucie Cytryn-Bialer, także Lucy Cytryn-Bialer z domu Pik-Cytryn (ur. 1923 w Łodzi, zm. 26 lutego 2011) – pisarka, siostra Abrama Cytryna, wydawczyni i popularyzatorka jego twórczości, ocalała z Holokaustu.

## Życiorys
Wraz z rodziną mieszkała przy ul. 11 listopada 49 (późn. ul. Legionów) w Łodzi. Uczyła się w gimnazjum Józefa Aba w Łodzi. W 1940 wraz z rodziną trafiła do getta łódzkiego, gdzie mieszkali początkowo przy ul. Brzezińskiej 50, a następnie przy ul. Starosikawskiej 14. W 1944 w trakcie likwidacji getta, wraz z matką i bratem została wywieziona do obozu koncentracyjnego Auschwitz-Birkenau. Następnie, po śmierci członków rodziny, została wywieziona do KL Stutthof, a później do jego podobozu Stutthof Schippenbeil, skąd uciekła podczas marszu śmierci. Po wojnie powróciła do Łodzi, gdzie odnalazła w domu przy Starosikawskiej wiersze brata, poety, Abrama Cytryna. W 1950 zamieszkała w Izraelu, a w 1953 w Paryżu.
Jest autorką autobiograficznej książki „Dla Ciebie Nelly” (1998), opisującej jej wspomnienia z dzieciństwa, czasy łódzkiego getta, lata powojenne, emigrację do Izraela i Francji, a także była zaangażowana w wydanie w językach francuskim, polskim i angielskim, wierszy odnalezionych po II wojnie światowej, autorstwa swojego brata.
Została uhonorowana tytułem „Eshet-Chail” (pol. Kobieta waleczna) przez instytut Jad Washem.
Jest bohaterką filmu „Nie oplataj mnie śmierci” (2000) w reżyserii Piotra Zarębskiego i wg scenariusza Jacka Indelaka.

### Życie prywatne
Urodziła się w rodzinie fabrykanckiej, była córką właścicieli dwóch fabryk włókienniczych, Jakuba Cytryna i Gołdy z domu Pik. Jej bratem był poeta, Abram Cytryn (1927–1944). Była żoną Zygmunta Bialera, z którym miała córkę Nelly (1948–1988).

## Publikacje
- Cytryn A., Cytryn-Bialer L., Les cahiers d'Abram Cytryn: récits du ghetto de Łódź, Albin Michel, 1995, ISBN 978-2-226-07540-6
- Cytryn-Bialer L., Dla Ciebie Nelly, Oficyna Druków Niskonakładowych, 1998, ISBN 978-83-904798-3-5